# Quiricus de Barcelone
 (mars 2024).
Si vous disposez d'ouvrages ou d'articles de référence ou si vous connaissez des sites web de qualité traitant du thème abordé ici, merci de compléter l'article en donnant les références utiles à sa vérifiabilité et en les liant à la section « Notes et références ».
Quiricus,,, ou Quiricius (en espagnol : Quirico ; en catalan : Quirze) fut au VIIe siècle évêque de Barcelone puis archevêque de Tolède.
En 667, succédant à Ildefonse, avec qui il entretenait une correspondance, il devient archevêque de Tolède, capitale du royaume wisigoth, sous le règne du roi Recceswinthe. Il meurt en 680, à la fin du règne du roi Wamba qu'il avait sacré en 672. Julien II de Tolède lui succède.